# Monomma maximum
Monomma maximum es una especie de coleóptero de la familia Monommatidae.

## Distribución geográfica
Habita en Zanzíbar (Tanzania).